# Encantado
Encantado là một đô thị thuộc bang Rio Grande do Sul, Brasil. Đô thị này có diện tích 139,158 km², dân số năm 2007 là 19512 người, mật độ 140,21 người/km².